# Растів
Ра́стів — село в Україні, у Ковельському районі Волинської області. Входить до складу Турійської селищної громади Населення становить 220 особи.

## Географія
Село розташоване на лівому березі річки Турії.

## Історія
У 1906 році село Турійської волості Ковельського повіту Волинської губернії. Відстань від повітового міста 26 верст, від волості 8. Дворів 109, мешканців 594.
http://dir.icm.edu.pl/pl/Slownik_geograficzny/Tom_XV_cz.2/ [Архівовано 13 липня 2020 у Wayback Machine.]
```
Географический словарь Царства Польского и других славянских стран. Том 15, часть 2, страница 540.
```

http://dir.icm.edu.pl/pages/16/0540-small.png [Архівовано 16 березня 2016 у Wayback Machine.]
12 червня 2020 року, відповідно до розпорядження Кабінету Міністрів України № 708-р «Про визначення адміністративних центрів та затвердження територій територіальних громад Волинської області», увійшло до складу Турійської селищної територіальної громади.
19 липня 2020 року, в результаті адміністративно-територіальної реформи та ліквідації Турійського району, село увійшло до новоутвореного Ковельського району. 

## Населення
Згідно з переписом УРСР 1989 року чисельність наявного населення села становила 253 особи, з яких 120 чоловіків та 133 жінки.
За переписом населення України 2001 року в селі мешкала 241 особа.
Перепис населення

### Мова
Розподіл населення за рідною мовою за даними перепису 2001 року:
| Мова       | Відсоток |
| ---------- | -------- |
| українська | 97,94 %  |
| білоруська | 1,65 %   |
| російська  | 0,41 %   |